# Artur Grigoryan (boxe anglaise)
Pour les articles homonymes, voir Grigorian.
Ne doit pas être confondu avec Artur Grigorian (homme politique).
Artur Grigoryan (en ouzbek, Grigoryan Artur Razmikovich) est un boxeur ouzbek né le 20 octobre 1967 à Tachkent.

## Carrière
Médaillé d'argent aux championnats du monde de Sydney en 1991 en poids légers, il passe professionnel en 1994 et s'empare du titre vacant de champion du monde des poids légers WBO le 13 avril 1996 après sa victoire par KO au 12e round contre Antonio Rivera le 13 avril 1996. Grigorian conserve à 17 reprises sa ceinture jusqu'à sa défaite face à Acelino Freitas le 3 janvier 2004.

## Référence
1. ↑  (en) Artur Grigorian vs. Antonio Rivera (boxrec.com)
2. ↑  « Freitas a la frite » , Libération, 5 janvier 2004 (consulté le 1er janvier 2023).